# أبو عبد الرحمن العراقي
أبو عبد الرحمن العراقي ( - 7 يونيو 2006)، عراقي كندي، وقائد القوات المسلحة التي قاتلت القوات الأمريكية فيما يٌعرف بـ معركة تركي. تركي هي قرية بالقرب من بغداد، انتقل إليها أبو عبد الرحمن بعد زواجه من امرأة من القرية سنة 1995. بعض المصادر تذكر أنه قاد «لواء الشهداء» بتعيين من أبي مصعب الزرقاوي. تتبعته القوات الأمريكية حتى عرفت مكان الزرقاوي، وقُتِلَ معه في 7 يونيو 2006.